# Сельское поселение Слободское (Вологодская область)
Сельское поселение Слободское — упразднённое сельское поселение в составе Харовского района Вологодской области.
Центр — деревня Арзубиха.
Образовано 1 января 2006 года в соответствии с Федеральным законом № 131 «Об общих принципах организации местного самоуправления в Российской Федерации».
В состав сельского поселения вошёл Слободской сельсовет.
Законом Вологодской области от 28 апреля 2015 года № 3634-ОЗ, сельские поселения Ильинское и Слободское преобразованы, путём объединения, в сельское поселение Ильинское с административным центром в деревне Семениха.
Население — 465 человек (2010), из них пенсионеры — 123, молодёжь от 18 до 35 лет — 102, студенты — 27, дети до 18 лет — 76. Средний возраст — 43 года.
Основное предприятие — СПК «Катромский». Работает Катромская средняя школа.

## География
Расположено на северо-востоке района. Граничит:
- на юге с Ильинским сельским поселением,
- на западе с Разинским сельским поселением и Кадниковским сельским поселением Вожегодского района,
- на севере с Митюковским сельским поселением Вожегодского района,
- на востоке с Раменским и Устьрецким сельскими поселениями Сямженского района.

По территории протекают реки Катрома, Перекса, Пунгул, Ильсема, недалеко от деревни Кожинская расположено озеро Мухинское.

## Населённые пункты
В 1999 году был утверждён список населённых пунктов Вологодской области. Согласно этому списку, в Слободской сельсовет входили 26 населённых пунктов.
В 2001 году хутор Роговской был присоединён к деревне Арзубиха. В том же году были упразднены деревни Никулино и Павловская.
С тех пор и до 1 марта 2010 года состав сельского поселения не изменялся.
В состав сельского поселения входило 23 населённых пункта, в том числе
22 деревни,
1 село.
| Населённый пункт    | ОКАТО          | Рег. номер | Расстояние до районного центра, км | Расстояние до центра поселения, км | Координаты                      |
| ------------------- | -------------- | ---------- | ---------------------------------- | ---------------------------------- | ------------------------------- |
| деревня Арзубиха    | 19 252 836 001 | 7088       | 49                                 | 0                                  | 60°09′30″ с. ш. 40°34′31″ в. д. |
| деревня Ваталово    | 19 252 836 002 | 7089       | 52                                 | 3                                  | 60°09′34″ с. ш. 40°32′51″ в. д. |
| деревня Ваулиха     | 19 252 836 003 | 7090       | 59                                 | 10                                 | 60°05′13″ с. ш. 40°30′50″ в. д. |
| деревня Давыдовская | 19 252 836 004 | 7091       | 64                                 | 15                                 | 60°07′04″ с. ш. 40°40′24″ в. д. |
| деревня Дягилево    | 19 252 836 005 | 7092       | 67                                 | 18                                 | 60°10′59″ с. ш. 40°47′14″ в. д. |
| деревня Ершиха      | 19 252 836 006 | 7093       | 56                                 | 7                                  | 60°06′05″ с. ш. 40°33′26″ в. д. |
| деревня Захариха    | 19 252 836 007 | 7094       | 52                                 | 3                                  | 60°08′43″ с. ш. 40°31′49″ в. д. |
| деревня Кожинская   | 19 252 836 008 | 7095       | 53                                 | 4                                  | 60°07′46″ с. ш. 40°33′42″ в. д. |
| деревня Конечная    | 19 252 836 009 | 7096       | 62                                 | 13                                 | 60°05′38″ с. ш. 40°28′15″ в. д. |
| село Красково       | 19 252 836 010 | 7097       | 61                                 | 12                                 | 60°05′38″ с. ш. 40°29′32″ в. д. |
| деревня Кузьминская | 19 252 836 011 | 7098       | 53                                 | 4                                  | 60°07′53″ с. ш. 40°32′18″ в. д. |
| деревня Лисино      | 19 252 836 012 | 7099       | 61                                 | 12                                 | 60°06′09″ с. ш. 40°38′57″ в. д. |
| деревня Макаровская | 19 252 836 013 | 7100       | 54                                 | 5                                  | 60°11′32″ с. ш. 40°37′23″ в. д. |
| деревня Митиха      | 19 252 836 014 | 7101       | 60                                 | 11                                 | 60°04′43″ с. ш. 40°30′45″ в. д. |
| деревня Мишутиха    | 19 252 836 015 | 7102       | 61                                 | 12                                 | 60°05′41″ с. ш. 40°29′02″ в. д. |
| деревня Перекс      | 19 252 836 019 | 7105       | 57                                 | 8                                  | 60°12′19″ с. ш. 40°40′25″ в. д. |
| деревня Полутиха    | 19 252 836 020 | 7106       | 55                                 | 6                                  | 60°12′19″ с. ш. 40°37′01″ в. д. |
| деревня Семеновская | 19 252 836 022 | 7108       | 64                                 | 15                                 | 60°06′45″ с. ш. 40°41′10″ в. д. |
| деревня Симаниха    | 19 252 836 023 | 7109       | 63                                 | 14                                 | 60°06′43″ с. ш. 40°40′25″ в. д. |
| деревня Стрелица    | 19 252 836 024 | 7110       | 67                                 | 18                                 | 60°11′27″ с. ш. 40°45′52″ в. д. |
| деревня Тарасовская | 19 252 836 025 | 7111       | 53                                 | 4                                  | 60°07′39″ с. ш. 40°32′36″ в. д. |
| деревня Терешиха    | 19 252 836 026 | 7112       | 61                                 | 12                                 | 60°04′13″ с. ш. 40°30′48″ в. д. |
| деревня Халчиха     | 19 252 836 027 | 7113       | 61                                 | 12                                 | 60°05′03″ с. ш. 40°29′10″ в. д. |

Упразднённые населённые пункты:
| Населённый пункт   | ОКАТО          | Рег. номер | Расстояние до районного центра, км | Расстояние до центра поселения, км | Координаты                      | Комментарий                              |
| ------------------ | -------------- | ---------- | ---------------------------------- | ---------------------------------- | ------------------------------- | ---------------------------------------- |
| деревня Никулино   | 19 252 836 017 | 7103       | 68                                 | 19                                 |                                 | Упразднена 17.12.2001                    |
| деревня Павловская | 19 252 836 018 | 7104       | 57                                 | 8                                  | 60°05′52″ с. ш. 40°34′30″ в. д. | Упразднена 17.12.2001                    |
| хутор Роговской    | 19 252 836 021 | 7107       | 50                                 | 1                                  |                                 | Присоединён к деревне Арзубиха 8.11.2001 |